# Îles Siyal
Les îles Siyal sont un archipel d'îles au large des côtes du nord-est de l'Afrique, situées dans la mer Rouge. Les îles sont situées dans le triangle Halaib, qui est revendiqué à la fois par le Soudan et l' Égypte, dans le cadre d'un différend frontalier en cours. Depuis les années 1990, les îles sont occupées par l'Égypte, et sont donc de facto administrées par l'Égypte. Elles restent cependant revendiquées par le Soudan.

## Conservation de la nature
Les îles font partie de la zone protégée d'Elbe en Égypte et abritent le goéland aux yeux blancs, ainsi que plusieurs balbuzards pêcheurs. Les îles sont entourées de rochers et de coraux, et ont une surface sablonneuse avec une végétation marine rare. Les pêcheurs locaux, descendants des peuples Huteimi identifiés par JR Wellsted, récoltent des œufs de tortues et d'oiseaux dans les environs.